# کریستوفر جی. کندی
کریستوفر جورج کندی (انگلیسی: Christopher G. Kennedy؛ زادهٔ ۴ ژوئیهٔ ۱۹۶۳) اهالی کسب‌وکار، و سیاستمدار اهل ایالات متحده آمریکا است.
او که یکی از اعضای خانواده برجسته کندی است، پسر سناتور سابق رابرت اف. کندی و اتل کندی، و برادرزاده جان اف. کندی، رئیس‌جمهور سابق ایالات متحده و تد کندی، سناتور سابق ایالات متحده است.
کندی رئیس شرکت جوزف پی کندی اینترپرایز است. او همچنین از سال ۲۰۰۰ تا ۲۰۱۲ رئیس کالاهای مارت، یک شرکت مدیریت املاک تجاری مستقر در شیکاگو بود.
او در انتخابات مقدماتی حزب دموکرات برای فرمانداری ایلینوی در انتخابات ۲۰۱۸ نامزد شد. وی توسط فرماندار پت کوین به عنوان رئیس هیئت امنای دانشگاه ایلینوی شیکاگو منصوب شد و از سال ۲۰۰۹ تا ۲۰۱۵ خدمت کرد.